# Амантадин
Амантадин (лат. Amantadinum, англ. Amantadine) — синтетичний препарат, який є похідним адамантану та належить до групи інгібіторів NMDA-рецепторів. Амантадин застосовується як перорально, так і внутрішньовенно. Амантадин синтезований у 60-х роках ХХ століття у США, та спочатку застосовувався як противірусний препарат, переважно як засіб проти вірусу грипу. Проте під час його застосування виявлено, що амантадин зменшує більшість симптомів паркінсонізму. Після встановлення цього факту амантадин розпочали застосовувати переважно як протипаркінсонічний засіб.

## Фармакологічні властивості
Амантадин — синтетичний препарат, що є похідним адамантану, та належить до групи інгібіторів NMDA-рецепторів, який застосовується для лікування паркінсонізму. Механізм дії препарату полягає в інгібуванні глутаматних NMDA-рецепторів, що спричинює зниження стимулюючого впливу глутаматних нейронів на неостріатум, яке виникає на фоні недостатнього вмісту дофаміну в підкоркових ядрах. Одночасно амантадин інгібує вхід іонів кальцію в нейрони чорної речовини, що зменшує ймовірність деструкції цих нервових клітин. Також препарат стимулює синтез дофаміну в пресинаптичних ділянках, посилює вивільнення дофаміну в синаптичній щілині, а також гальмує зворотнє захоплення дофаміну в пресинаптичних ділянках. Амантадин також стимулює експресію D2-дофамінових рецепторів в смугастому тілі та має антихолінергічний ефект. Усі перераховані вище ефекти препарату призводять до зменшення симптомів паркінсонізму. Препарат більшою мірою знижує м'язовий тонус, більше діє на скованість та підвищує активність і рухливість, проте менше впливає на тремор. Також амантадин засосовується для лікування екстрапірамідних побічні ефекти нейролептиків, для підвищення здатності зосереджувати увагу в посткоматозних станах різної етіології під час лікування в стаціонарі, а також для зняття акінетичних кризів — важкого загострення паркінсонізму, при якому виникає небезпека зупинки дихання та асфіксії. Амантадин раніше застосовувався як противірусний препарат при грипі, проте натепер ВООЗ не вважає похідні адамантану (амантадин і римантадин) ефективними препаратами для лікування грипу

### Фармакокінетика
Амантадин добре і відносно швидко всмоктується при пероральному застосуванні, біодоступність препарату становить 86—90 %. Максимальна концентрація в крові спостерігається протягом 2—5 годин після застосування препарату. Амантадин у помірній кількості (на 67 %) зв'язується з білками плазми крові. Препарат проникає через гематоенцефалічний бар'єр, через плацентарний бар'єр, та виділяється в грудне молоко. Метаболізується амантадин у печінці з утворенням неактивних меаболітів. Виводиться препарат із організму з сечею у вигляді метаболітів. Період напіввиведення амантадину у формі сульфату становить у середньому 12—13 годин, у формі гідрохлориду становить 30 годин, при важких порушеннях функції печінки або нирок цей час може збільшуватися.

## Покази до застосування
Амантадин застосовується для лікування як первинного, так і вторинного паркінсонізму, для лікування екстрапірамідних побічні ефекти нейролептиків та інших лікарських засобів, для підвищення здатності зосереджувати увагу в посткоматозних станах різної етіології під час лікування в стаціонарі. Украй рідко амантадин застосовується для профілактики та лікування грипу типу A.

## Побічна дія
При застосуванні амантадину спостерігаються наступні побічні ефекти:
- Алергічні реакції та з боку шкірних покривів — шкірний висип, свербіж шкіри, фотодерматоз, екзема, livedo reticularis, гіпергідроз, гарячка.
- З боку травної системи — нудота, блювання, втрата апетиту, запор або діарея, сухість у роті, підвищення активності ферментів печінки.
- З боку нервової системи — головний біль, депресія, галюцинації, порушення сну, збудження, тремор, зміни настрою, делірій, манія або гіпоманія, злоякісний нейролептичний синдром, сплутаність свідомості, запаморочення, нічні кошмари, психози, порушення зору, суїцидальні думки, нейропатія, порушення мови.
- З боку серцево-судинної системи — аритмії, ортостатична артеріальна гіпотензія, тахікардія, периферичні набряки.
- Інші побічні ефекти — біль у м'язах, порушення сечопуску, зміна лібідо.

## Протипокази
Амантадин протипоказаний при підвищеній чутливості до препарату, важких порушеннях функції печінки або нирок, важких порушеннях ритму серця або провідності, декомпенсованій серцевій недостатності, епілепсії та інших судомних нападах, важких психозах, тиреотоксикозі, закритокутовій глаукомі, аденомі передміхурової залози, виразковій хворобі, І триместрі вагітності та годуванні грудьми.

## Форми випуску
Амантадин випускається у вигляді таблеток і желатинових капсул по 0,1 г; розчину для перорального застосування по 50 мг в 5 мл розчину; та розчину для інфузій по 0,4 мг/мл по 500 мл у флаконі.